# Doctor (Star Trek)
L'Holograma Mèdic d'Emergència, més conegut com el Doctor, és un personatge fictici de la sèrie Star Trek: Voyager, emesa per primera vegada a UPN entre 1995 i 2001. El Doctor va ser interpretat per Robert Picardo. És una intel·ligència artificial manifestada com una projecció hologràfica, i dissenyada per ser un adjunt a curt termini del personal mèdic en situacions d'emergència. Tanmateix, quan l' USS Voyager queda encallat a l'altre costat de la galàxia sense personal mèdic i moren tots els metge i infermeres de la nau, es veu obligat a actuar com a oficial mèdic permanent de la nau estel·lar. En un exemple de l'exploració de la intel·ligència artificial de la franquícia Star Trek, un algoritme rudimentari es converteix en un personatge principal de la sèrie.

## Càsting
En una entrevista del 2020, Picardo va dir que el seu agent li va dir que havia estat seleccionat entre 900 actors que van fer una audició per al paper.
| « | "Vaig aconseguir el paper sense entendre que el personatge seria l'extrem, el personatge semblant a Spock. El personatge que inicialment va heretar això va ser Data, que no tenia cap emoció i anhelava ser un noi de veritat de la mateixa manera que Pinotxo. Vaig pensar que, com que Tuvok era un personatge vulcanià, s'enfrontaria a aquests problemes. Un cop em vaig adonar que havia aconseguit el paper ideal, va ser una sorpresa agradable. Vaig passar de pensar que tenia el paper més avorrit de la sèrie a creure que podria tenir el millor paper de la sèrie. Això va ser una mica descoratjador." | » |

Va afegir que va aprendre per primera vegada què era un holograma quan el van seleccionar per al paper. "Estava confós, no sabia què significava per a ell ser un holograma o un programa informàtic. No entenia prou la 'ciència' de Star Trek, que es basa en la ciència real, tot i que encara no sabem com fer un holograma amb densitat. Així que vaig aconseguir el paper sense saber gens què m'esperava".
Picardo va fer una audició inicial per a Neelix. Tot i que Ethan Phillips va aconseguir el paper, els productors van demanar a Picardo que tornés i fes una audició per a El Doctor, cosa que el va sorprendre, perquè normalment els actors eren completament ignorats. Durant la seva audició per al paper del Doctor, a Picardo només li van demanar que digués: "Algú s'ha oblidat de cancel·lar el meu programa". No obstant això, després ad lib va dir: "Sóc un metge, no una llum nocturna!" (inicialment, en Picardo tenia por d'haver arruïnat les seves possibilitats: improvisar, va explicar, era una cosa que simplement "no es feia" en una audició).

## Representació
El Doctor comença el seu servei a l'USS Voyager com l'Holograma Mèdic d'Emergència (EMH) estàndard integrat a la malària de gairebé totes les naus noves de la Flota Estel·lar. L'EMH s'ha d'utilitzar si el metge de la nau està incapacitat o requereix assistència d'emergència. Al primer episodi de la sèrie, el cap mèdic de la Voyager, juntament amb la seva infermera, moren, cosa que requereix un ús prolongat de l'EMH. L'EMH finalment desenvolupa la seva pròpia personalitat, tot i que generalment manté el seu enginy mordaç i la seva irritant manera de "versió u" al costat del llit. Com que originalment estava pensat com un sistema de suport mèdic temporal, no com una forma de vida digital, el viatge de Voyager posa a prova la seva programació. Es posa un nom durant l'episodi T1E12 "Herois i dimonis", "Schweitzer". (Aquest nom no va durar tota la sèrie). El Doctor es converteix en el cap mèdic, amb Kes i Tom Paris actuant com a infermeres en diversos moments.
Intentant desenvolupar una personalitat realista, el Doctor no només fabrica una família hologràfica ("Vida real"), sinó que també té un nombre creixent d'altres experiències "humanes". Això fa que el programa del Doctor evolucioni per ser més realista, amb emocions i ambicions. Desenvolupa relacions significatives i complexes amb molts membres de la tripulació de la nau. El Doctor també desenvolupa talents com a dramaturg, artista i fotògraf, i fins i tot es converteix en un coneixedor de l'òpera. Té múltiples altres experiències amb la "família", incloent-hi tenir un fill amb un "company d'habitació" mentre està atrapat en un planeta durant tres anys. Durant l'episodi "Blink of an Eye", demana a un associat que pregunti més sobre la seva descendència.
Un tema recurrent són els aspectes ètics d'un ésser artificial, però aparentment sensible. A l'episodi "Latent Image", tractant dos pacients amb la mateixa probabilitat de supervivència, amb només el temps suficient per tractar-ne un, el Doctor tria Harry Kim, un amic. L'altre pacient, l'alferes Jetal, mor. El Doctor se sent aclaparat per la culpa, creient que la seva amistat va influir en la seva elecció. Quan l'estrès gairebé fa que el seu programa es trenqui, la capitana Janeway esborra els seus records d'aquests esdeveniments. Quan el Doctor més tard descobreix pistes sobre el que havia passat, la capitana Janeway està convençuda per ell i altres que té dret a aprendre a afrontar la culpa de la manera de qualsevol altre ésser sensible en lloc de ser tractat simplement com una peça d'equip defectuosa.
El Doctor envia una holonovel·la titulada "Photons Be Free" a un editor de la Terra, detallant la manera com de vegades la Flota Estel·lar tracta els hologrames. Els seus personatges estan estretament basats en la tripulació de la Voyager, però exagerats per semblar més intensos i cruels, creant temors entre la tripulació que la seva reputació es vegi arruïnada. Tom Paris convenç el Doctor perquè faci ajustaments sense sacrificar el seu tema. El Doctor no té drets legals, ja que la llei de la Federació no el classifica com un "ésser sensible". Per tant, se li prohibeix fer cap canvi posterior a la holovel·la. Els esforços de la Capitana Janeway fan que el Doctor rebi l'estatus d'"artista", tot i que no de "persona". Això li permet reescriure la novel·la. Quatre mesos més tard, és coneguda a tot el Quadrant Alfa com una obra que fa pensar molt. Diversos altres EMH, ara relegats a la mineria, experimenten la novel·la.
| Si us plau, indiqueu la naturalesa…                    |
|                                                        |
| Interpretació de la línia per part de Picardo del 2012 |
|                                                        |

La salutació estàndard del Doctor és "Si us plau, indiqueu la naturalesa de l'emergència mèdica" quan s'activa, tot i que més tard es modifica per dir el que vulgui. A "Jetrel", es revela que se li va donar la capacitat d'activar-se i desactivar-se a si mateix.
Més tard, el Doctor adquireix un emissor hologràfic mòbil del segle XXIX ("La fi del futur"). Tot i que anteriorment havia estat confinat a Infermeria o a la holocoberta, l'emissor mòbil permet al Doctor moure's lliurement, cosa que el fa ideal per a missions on l'entorn seria perjudicial o fatal per a la tripulació. En un incident notable, quan un equip fora de l'equip queda atrapat en un planeta radioactiu, el Doctor és capaç d'infiltrar-se entre la gent i rescatar l'equip gairebé tot sol perquè, com assenyala, ser un holograma el fa immune a la radiació, afirmant que "ser un holograma té els seus avantatges".
En una entrevista del 2020, Picardo va recordar la seva reticència inicial al concepte d'un emissor mòbil:
| « | Recordo que era a l'oficina de Brannon Braga [el productor de Voyager] quan m'ho va dir. Em va dir: "El teu personatge és tan popular, necessitem poder-te posar en més guions, en més situacions i escenaris. Què en penses?". Vaig dir: "Crec que és una mala idea". Aquesta va ser una vegada que estava clarament equivocat i els productors tenien tota la raó. Li vaig transmetre exactament el que et vaig descriure abans, que les diferències del personatge el defineixen i el fan interessant per al públic. Si no em limito a la infermeria o a la holocoberta, seré com qualsevol altre. M'alegro que ho hagin fet, ja que em va donar moltes més històries. Però com que el personatge havia estat una mena de personatge revelació ... sempre que algú planeja jugar amb una fórmula guanyadora, crec que la reacció de tothom seria: "Estem segurs que volem fer això?" | » |

La programació del Doctor evoluciona des del seu primer romanç, la Dra. Denara Pel, fins al punt que s'enamora de Set de Nou, tot i que ella no és capaç de correspondre-li.En un episodi futur alternatiu, "Endgame", el Doctor finalment adopta un nom (vegeu més avall) i es casa amb una dona humana anomenada Lana.
A l'episodi final de Star Trek: Voyager, una versió futura de Janeway també l'informa de la seva invenció posterior d'un dispositiu conegut com a "transceptor sinàptic", quelcom que fascina el Doctor; és interromput per la "Janeway" "actual", que compleix la Primera Directiva Temporal, abans que pugui aprendre més.

### Holograma de Comandament d'Emergència
L'"Holograma de Comandament d'Emergència", també conegut com a "ECH", és encunyat per primera vegada pel Doctor a l'episodi "Tinker, Tenor, Doctor, Spy", en què crea un programa que li permet somiar despert, com ara afegir rutines que li permeten prendre el comandament de la Voyager, inclòs un uniforme de comandament, en cas que la tripulació de comandament quedi incapacitada. Al final de l'episodi, la Capitana Janeway promet considerar la idea. A l'episodi de la temporada següent, "Workforce", la idea es fa realitat quan la tripulació es veu obligada a abandonar la nau i el Doctor assumeix les funcions de comandament.

### Còpies de seguretat
El programa del Doctor requereix un processador fotònic fet a mida, i la Flota Estel·lar va equipar la Voyager amb només dos. Aquest maquinari en si tampoc es pot replicar, per la qual cosa el Doctor no es pot fer còpies de seguretat, restaurar o copiar fàcilment.
Els ordinadors de la Voyager no poden ajudar a executar el seu programa fotònic i no poden contenir una còpia de seguretat utilitzable de la seva imatge. Tot el programa del Doctor utilitza 50 milions de gigaquads ("Signes vitals" i "L'eixam" esmenten aquestes limitacions). L'episodi "Testimoni vivent" descriu una futura civilització del Quadrant Delta que construeix un museu al voltant d'artefactes de la Voyager, inclòs el seu processador fotònic EMH redundant.

### Nom
Un tema recurrent a la vida del Doctor és la seva manca d'un nom propi. La Flota Estel·lar no li va assignar cap nom, i inicialment, el Doctor afirma que no en vol cap, fins a l'episodi "L'ull de l'agulla", quan li demana a Kes que li doni un nom. Més tard adopta noms com ara "Schweitzer" (en honor a Albert Schweitzer); "Shmullus" (a "Signes vitals" del pacient  vidiià, la Dra. Denara Pel); "Van Gogh"; "Kenneth"; "Jones"; i diversos altres. Els seus amics suggereixen els famosos metges històrics de la Terra "Galè" i "Spock". Els diàlegs amb subtítols dels primers episodis i el material promocional inicial de l'estrena de la sèrie es refereixen a ell com a "Dr. Zimmerman", en honor al seu creador, Lewis Zimmerman. El Doctor finalment és conegut simplement com a "El Doctor" i se l'adreça com a "Doctor" o "Doc", a la qual cosa respon sense preocupar-se, i la qüestió del nom del Doctor pràcticament desapareix al llarg de la sèrie. Tanmateix, al final de la sèrie, en una línia de temps futura alternativa, el Doctor finalment ha triat el nom "Joe" en honor a l'avi de la seva nova esposa (i el propi pare de Picardo). Tom Paris comenta sobre aquesta elecció: "us va costar 33 anys trobar 'Joe ?".

## Característiques
Abans de l'arribada de l'emissor mòbil, el programa hologràfic del Doctor estava confinat a la infermeria, les holocobertes i altres zones equipades amb sistemes hologràfics.
Depenent de la disponibilitat de patrons hologràfics adequats i la capacitat dels seus buffers de patrons, el Doctor pot alterar la seva aparença. Això es va il·lustrar especialment a l'episodi "Renaissance Man".
El Doctor també pot descarregar el seu programa i les subrutines de personalitat en un humanoide amb implants Borg, "posseint" indirectament aquest individu i obtenint el control del seu cos "amfitrió". Tal va ser el cas quan es va veure obligat a amagar-se dins del cos de Set de Nou a "Body and Soul".

## Holograma mèdic d'emergència
L'EMH és un programa informàtic hologràfic dissenyat per tractar pacients durant situacions d'emergència, o quan el personal mèdic habitual no està disponible o està incapacitat. Els EMH són una característica estàndard a bord de totes les naus de la Flota Estel·lar, però només hi són per complementar la tripulació mèdica viva durant les emergències, no per substituir-la. Programats amb tots els coneixements mèdics actuals de la Flota Estel·lar, el Doctor i tots els programes Mark I estan equipats amb els coneixements i els gestos dels metges històrics de la Federació, així com amb l'aspecte físic del seu programador, el Dr. Lewis Zimmerman. L'EMH pot conservar una personalitat millorada al llarg del temps si s'utilitza amb freqüència.
Mariella Scerri i Victor Grech han proposat que l'EMH és "un exemple de IA forta" (una posició filosòfica sobre la intel·ligència artificial segons la qual "els estats computacionals són funcionalment equivalents a estats mentals"). Un altre autor va observar que, arran de la representació de l'EMH a «Voyager», "els programes informàtics intel·ligents incorporats en un holograma generat per ordinador es van convertir en una idea comuna, fins i tot en una convenció, en la ficció posterior".

## Altres aparicions
En un paper secundari a la pel·lícula «Star Trek: First Contact», Picardo interpreta l'holograma mèdic d'emergència de l'USS Enterprise-E. La doctora Beverly Crusher l'activa, encara que de mala gana, com a mitjà per distreure els Borg mentre ella i altres membres de la tripulació escapen de la infermeria assetjada. Ell respon: "Sóc un metge, no un topall", un homenatge a la frase del doctor McCoy "Sóc un metge, no un..."
A l'episodi de Star Trek: Deep Space Nine "Doctor Bashir I Presume", Picardo interpreta Zimmerman, que aquí intenta desenvolupar un holograma mèdic a llarg termini.
(L'EMH també va ser un element destacat a la desapareguda exposició d'atraccions Star Trek: The Experience al Las Vegas Hilton.)
El 2019, Picardo va dir que els productors de la CBS havien expressat el seu interès a tenir-lo també a Star Trek: Picard com a Doctor o com el seu creador, Lewis Zimmerman.
Diverses altres versions de l'EMH han aparegut a la pantalla. L'EMH Mark II, un EMH nou i actualitzat, és interpretat per Andy Dick a l'episodi de la sèrie Voyager "Missatge dins d'una ampolla". Star Trek: Picard presenta un EMH anomenat "Emil", que forma part d'una suite hologràfica a bord de la nau La Sirena, inspirada en el capità Cristóbal Ríos i interpretada per Santiago Cabrera. Star Trek: Discovery presenta un EMH del segle XXXII conegut com a "Eli", interpretat per Brendan Beiser.

## Recepció
El 2018, The Wrap va classificar l'EMH de la sèrie Voyager com el 22è millor personatge de Star Trek en general, destacant el personatge com un "holograma sarcàstic i sobrecarregat de feina", que també tenia temps per a bromes i per ajudar els seus companys de tripulació.
El 2016, la revista Wired va classificar el personatge com el 16è personatge més important al servei de la Flota Estel·lar dins de l'univers de ciència-ficció de Star Trek.
El 2016, SyFy va classificar "El Doctor/Voyager EMH" com el segon millor dels sis metges espacials del repartiment principal de la franquícia Star Trek.
El 2013, Slate va classificar El Doctor com un dels deu millors personatges de la tripulació de la franquícia Star Trek.